# Sébastien Micheau
Sébastien Micheau (* 3. Mai 1998 in Bressuire) ist ein französischer Leichtathlet, der sich auf den Hochsprung spezialisiert hat.

## Sportliche Laufbahn
Erste internationale Erfahrungen sammelte Sébastien Micheau im Jahr 2018, als er bei den U23-Mittelmeermeisterschaften in Jesolo mit übersprungenen 2,10 m den sechsten Platz belegte. 2022 startete er bei den Mittelmeerspielen in Oran und gelangte dort mit 2,19 m auf den fünften Platz und anschließend brachte er bei den Europameisterschaften in München im Finale keinen gültigen Versuch zustande. Im Jahr darauf wurde er bei der 1. Liga der Team-Europameisterschaft im Rahmen der Europaspiele in Chorzów mit 2,09 m Fünfter im B-Finale und anschließend gelangte er bei den World University Games in Chengdu mit 2,05 m auf den 13. Platz.
2020 wurde Micheau französischer Meister im Hochsprung im Freien sowie 2021 und 2022 in der Halle.

## Persönliche Bestweiten
- Hochsprung: 2,23 m, 5. Juni 2021 in Poitiers
  - Hochsprung (Halle): 2,22 m, 14. Februar 2021 in Val-de-Reuil